# Puisqu'il faut vivre
Albums de Soprano
Psychanalyse avant l'album
(2006) Live au Dôme de Marseille
(2008)
Singles
1. Moi j'ai pas
Sortie : 14 juin 2006
2. Halla Halla
Sortie : 9 février 2007
3. À la bien !
Sortie : 14 juin 2007
4. Ferme les yeux et imagine-toi (featuring Blacko)
Sortie : 21 juin 2007

Puisqu'il faut vivre est le premier album solo du rappeur français Soprano, sorti le 17 février 2007 sur les labels EMI, Hostile Records, Street Skillz.

## Clips
- juin 2006 — Moi j'ai pas
- février 2007 — Halla Halla
- juin 2007 — À la bien !
- novembre 2007 — Ferme les yeux et imagine-toi (featuring Blacko)

## Liste des titres
| 1.    | Donc                                        | Soprano                   | DJ Mej             | 1:23 |
| 2.    | Le divan                                    | Soprano                   | DJ Mej             | 3:08 |
| 3.    | Mélancolique anonyme (feat Diam's)          | Soprano, Diam's           | Proof              | 4:05 |
| 4.    | Bombe humaine                               | Soprano                   | DJ Mej             | 5:38 |
| 5.    | Halla Halla                                 | Soprano                   | DJ Mej & Houss     | 4:44 |
| 6.    | Dans ma tête                                | Soprano                   | DJ Mej             | 3:13 |
| 7.    | Moi j'ai pas                                | Soprano                   | DJ Mej             | 3:42 |
| 8.    | La famille (feat Léa Castel)                | Soprano                   | J.R. Rotem         | 4:12 |
| 9.    | Tant que Dieu (Remix) feat Mino)            | Soprano, Mino             | DJ Mej             | 4:34 |
| 10.   | Juste fais le (feat Le Rat Luciano)         | Soprano, Le Rat Luciano   | Le Rat Luciano     | 4:13 |
| 11.   | Le bistro du coin                           | Soprano                   | Yvan Peacemaker    | 1:22 |
| 12.   | À la bien!                                  | Soprano                   | J.R. Rotem         | 3:58 |
| 13.   | Welcome (feat Psy 4 de la rime)             | Soprano, Psy 4 de la rime | Sya Styles         | 4:45 |
| 14.   | Parle-moi                                   | Soprano                   | DJ Mej             | 5:31 |
| 15.   | Ferme les yeux et imagine-toi (feat Blacko) | Soprano, Blacko           | Skalpovich         | 4:36 |
| 16.   | Passe-moi le mic                            | Soprano                   | Médéline           | 4:13 |
| 17.   | Puisqu'il faut vivre                        | Soprano                   | DJ Mej, Léa Castel | 5:56 |
| 18.   | L'hiver d'un été (Bonus)                    | Soprano                   | DJ Mej             | 3:44 |
| 69:13 |                                             |                           |                    |      |

### Bonus CD 2
| No  | Titre                                                  | Auteur                                     | Producteur(s)                 | Durée |
| --- | ------------------------------------------------------ | ------------------------------------------ | ----------------------------- | ----- |
| 1.  | La vengeance aux deux visages (feat Psy4 De La Rime)   | Alonzo, Soprano                            | Soprano                       | 5:24  |
| 2.  | M.A.R.S. (feat Mino)                                   | Mino, Soprano                              | Soprano                       | 4:33  |
| 3.  | Pas cette fois (feat Vitaa)                            | Vitaa, Soprano                             | Oz Touh                       | 5:05  |
| 4.  | Ouvrez les frontières (feat Tiken Jah Fakoly)          | Magyd Cherfi, Soprano (2)                  | Dave Kynner, Tiken Jah Fakoly | 3:56  |
| 5.  | Besoin d'être libre (feat El Matador)                  | El Matador, Soprano                        | Trak Invaders                 | 4:09  |
| 6.  | Les clés de la réussite (feat Don Choa et Tony Parker) | Tony Parker, Eloquence, TDon Choa, Soprano | Skalpovich                    | 4:21  |
| 7.  | Va leur dire (feat Larsen)                             | Larsen, Soprano                            | Triss                         | 4:43  |
| 8.  | Rap game (feat Ol Kainry)                              | Ol Kainry, Soprano                         | Dave Daivery                  | 4:57  |
| 9.  | Le poids d'un amour                                    | Soprano                                    | Trak Invaders                 | 4:25  |
| 10. | La force de reconstruire (feat Don Diego et K-Rlos)    | Soprano, Don Diego, K-Rlos                 | Mej, Houss                    | 4:34  |
| 11. | Soprakountach                                          | Soprano                                    | Yvan Peacemaker               | 4:07  |

## Réception

### Accueil commercial
L'album s'est écoulé à plus de 155 000 exemplaires en France. Il est alors certifié disque d'or.

### Classements
| Pays     | Meilleure position | Semaines |
| -------- | ------------------ | -------- |
| France   | 2                  | 90       |
| Suisse   | 26                 | 8        |
| Belgique | 14                 | 61       |

| Année | Titre                         | Meilleure position | Meilleure position | Album                |
| Année | Titre                         | FRA                | BE-W               | Album                |
| ----- | ----------------------------- | ------------------ | ------------------ | -------------------- |
| 2006  | Moi j'ai pas                  | 28                 | —                  | Puisqu'il faut vivre |
| 2007  | À la bien !                   | 24                 | —                  | Puisqu'il faut vivre |
| 2007  | Ferme les yeux et imagine-toi | 16                 | —                  | Puisqu'il faut vivre |